# Haldengut

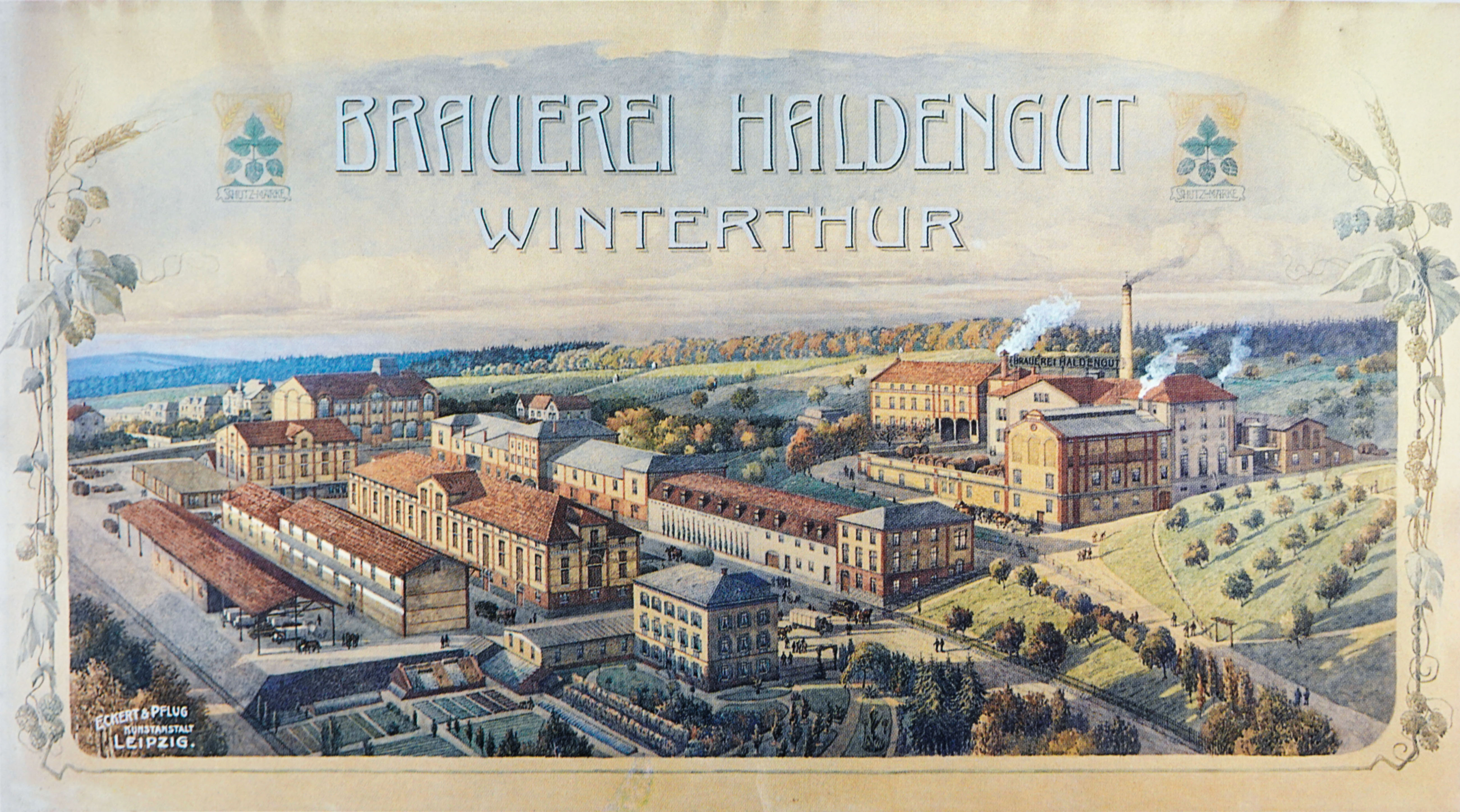
Ansicht Brauerei Haldengut 1906 (Gemälde)

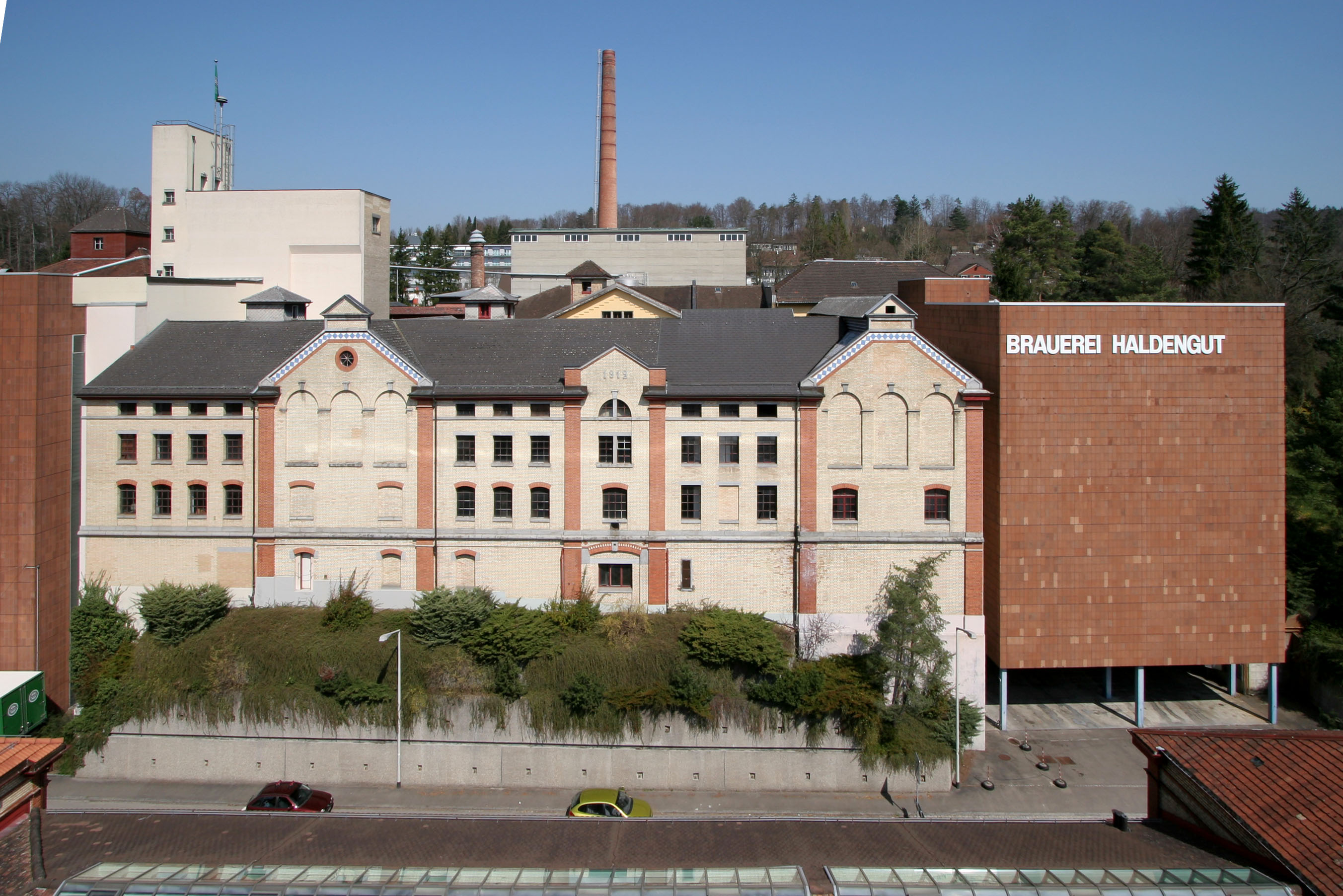
Das von Leonhard Zeugheer entworfene und 1843 errichtete obere Geschäft und altes Sudhaus an der Rychenbergstrasse 67.

Logo Brauerei Haldengut und Haldengut Bier seit 1951, Graphiker Stöckli

Haldengut ist eine Schweizer Biermarke und ehemaliges Unternehmen aus Winterthur. Ursprünglich in der gleichnamigen Bierbrauerei in Winterthur produziert, wird das Bier heute in Chur gebraut und vertrieben von Heineken Switzerland. Haldengut ist bis heute stark in der Region Winterthur verankert. Das Sortiment umfasst Haldengut Lager, ein Schweizer Lagerbier, und Haldenkrone, ein Schweizer Spezialbier. Haldengut hat als eine der letzten Schweizer Brauereien ein Brauerei-Gespann mit sechs Shire-Pferden. In der Stadt Winterthur wird jede zweite Woche mit einem Zweispänner Bier ausgeliefert.

## Geschichte
Die Brauerei wurde 1843 als «Brauerei Haldenberg» von Ferdinand Ernst gegründet, dem Besitzer des landwirtschaftlichen Betriebs «Haldengut» am Südhang des Lindberges in Winterthur. Das Brauereigebäude wurde in den zwei Jahren zuvor vom Architekten Leonhard Zeugheer erbaut. 1851 nahm die Brauerei ihren heutigen Namen an. Als der Brauereigründer 1875 starb, bildete sein Sohn Hans Ernst zusammen mit Johann Georg Schoellhorn die Kollektivgesellschaft «Ernst&Schoellhorn». 1888 übernahm die Brauerei die «Bavaria-Brauerei» in St. Gallen und die «Tivoli-Brauerei» aus Genf und vereinigte sie unter der neu gegründeten Aktiengesellschaft «Vereinigte Schweizerische Brauereien». 1890 verstarb Johann Georg Schoellhorn, und sein Sohn Fritz Schoellhorn übernahm an seiner Stelle die Geschäfte. Dieser verkaufte die «Brauerei Tivoli» wieder und schloss die «Brauerei Bavaria» und brauchte deren Bauten von nun an als Depot.
Ab 1933 wurde das Unternehmen von Fritz Schoellhorns Söhnen Georg und Kurt in der dritten Generation geführt und in der vierten Generation von Jürg Schoellhorn, dem Sohn von Georg. Das Signet von Haldengut, das «Rössli», ein stilisiertes Brauereipferd, wurde 1950 von einem Schweizer Grafiker gestaltet. Seither ist es untrennbar mit Haldengut und der Brauerei verbunden. In den 1960ern schrieb Haldengut Werbegeschichte mit dem Slogan «Ende gut – Haldengut». Dieser Slogan wurde auf zahlreichen Bierdeckeln mit Geschichten auf humorvolle Art umgesetzt.
1971 übernahm die Brauerei die Mineralquellen Elm. Diese wurden 1983 wieder vollständig an Feldschlösschen verkauft. 1979 wurde die «Brauerei Falken» aus Baden übernommen. 1989 schloss sich die Brauerei Haldengut mit Calanda Bräu zusammen, und 1994 wurden beide Brauereien von Heineken übernommen. 1999 wurde der Braubetrieb in Winterthur eingestellt und nach Chur ausgelagert.

## Galerie
Anfang des 20. Jahrhunderts wurde der Schweizer Fotograf Hermann Linck von Fritz Schoellhorn beauftragt den Brauprozess zu dokumentieren.

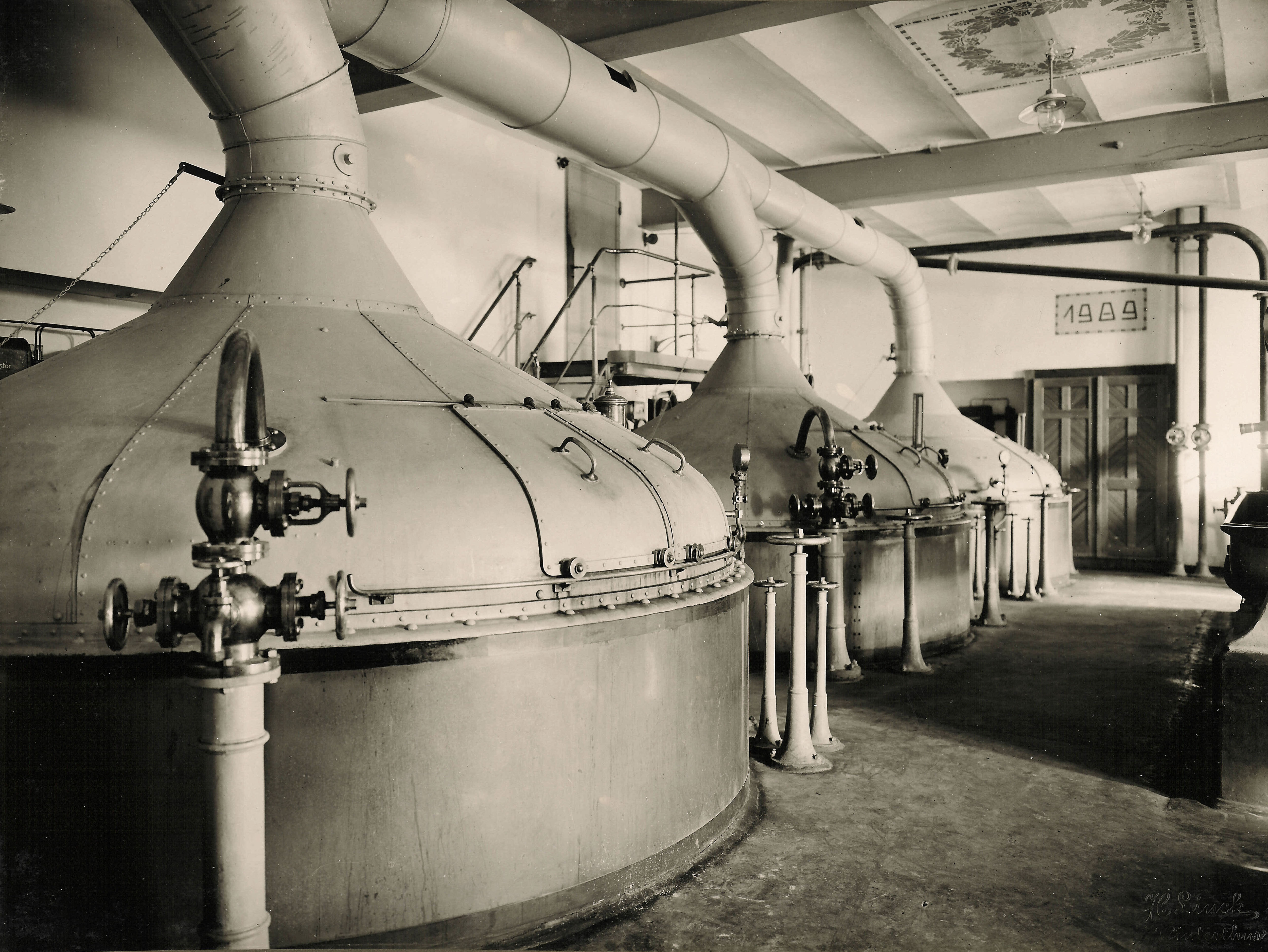
Sudwerk 1909
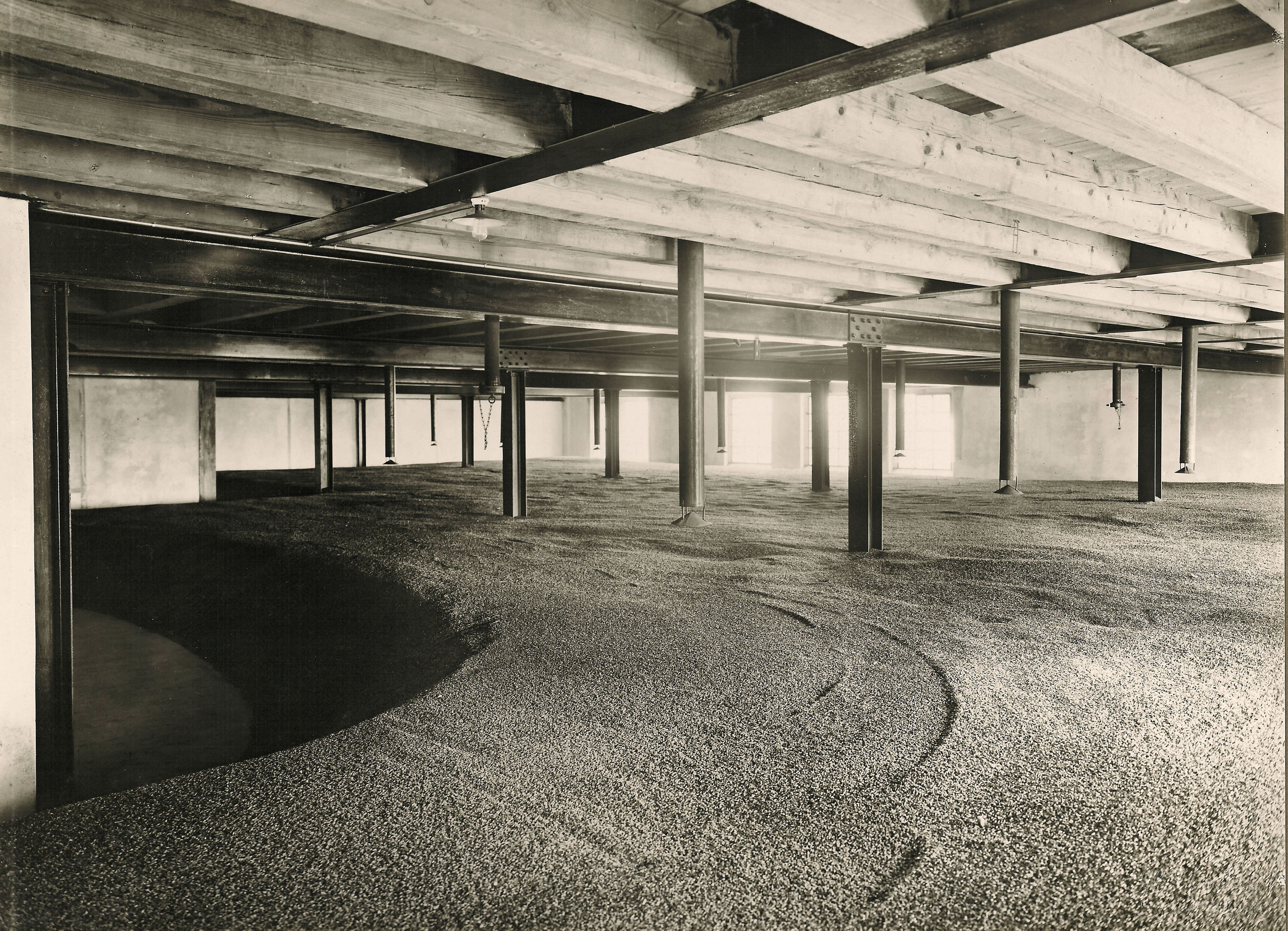
Gerste-Magazin 1913
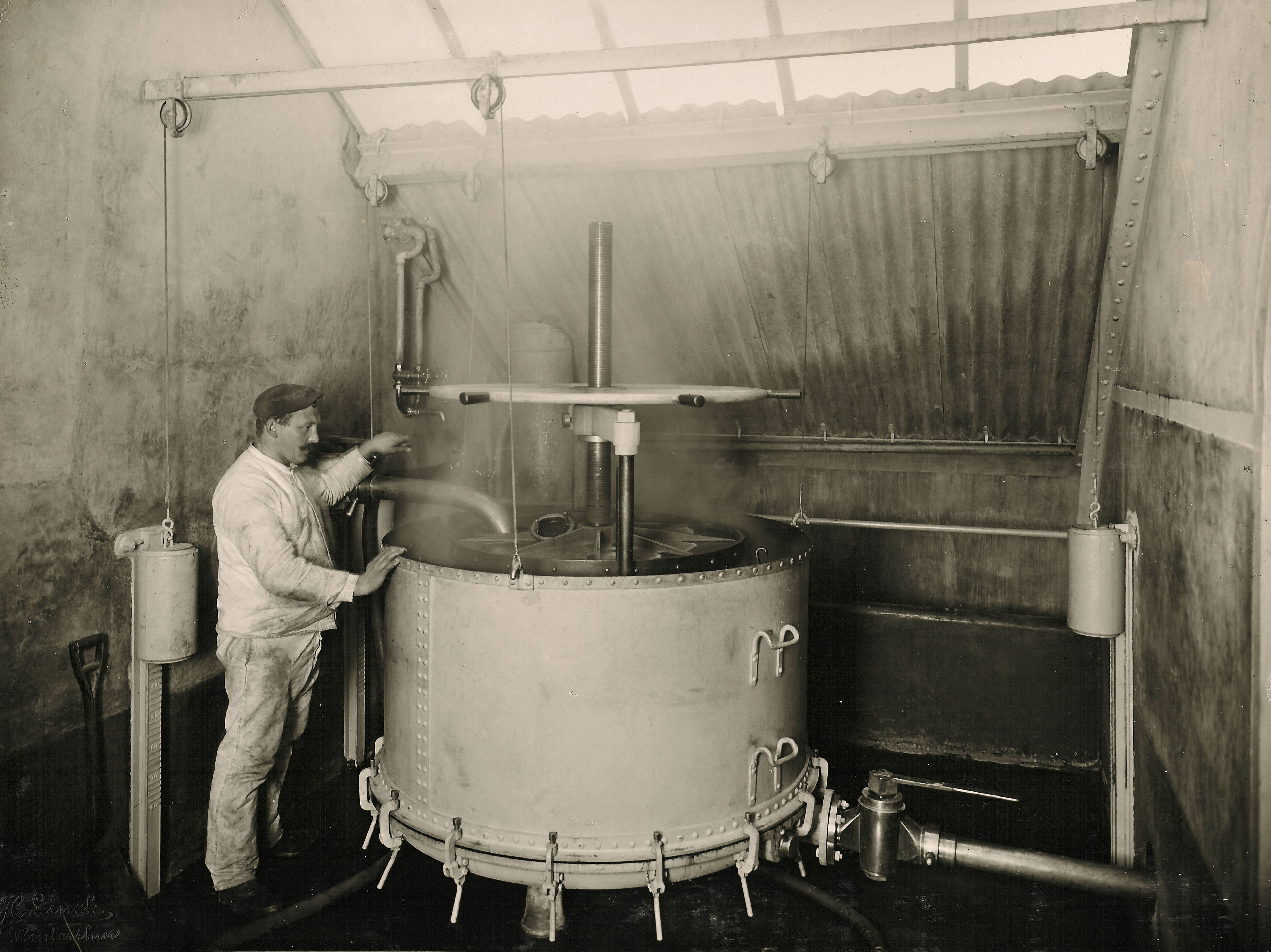
Hopfenseiher 1904
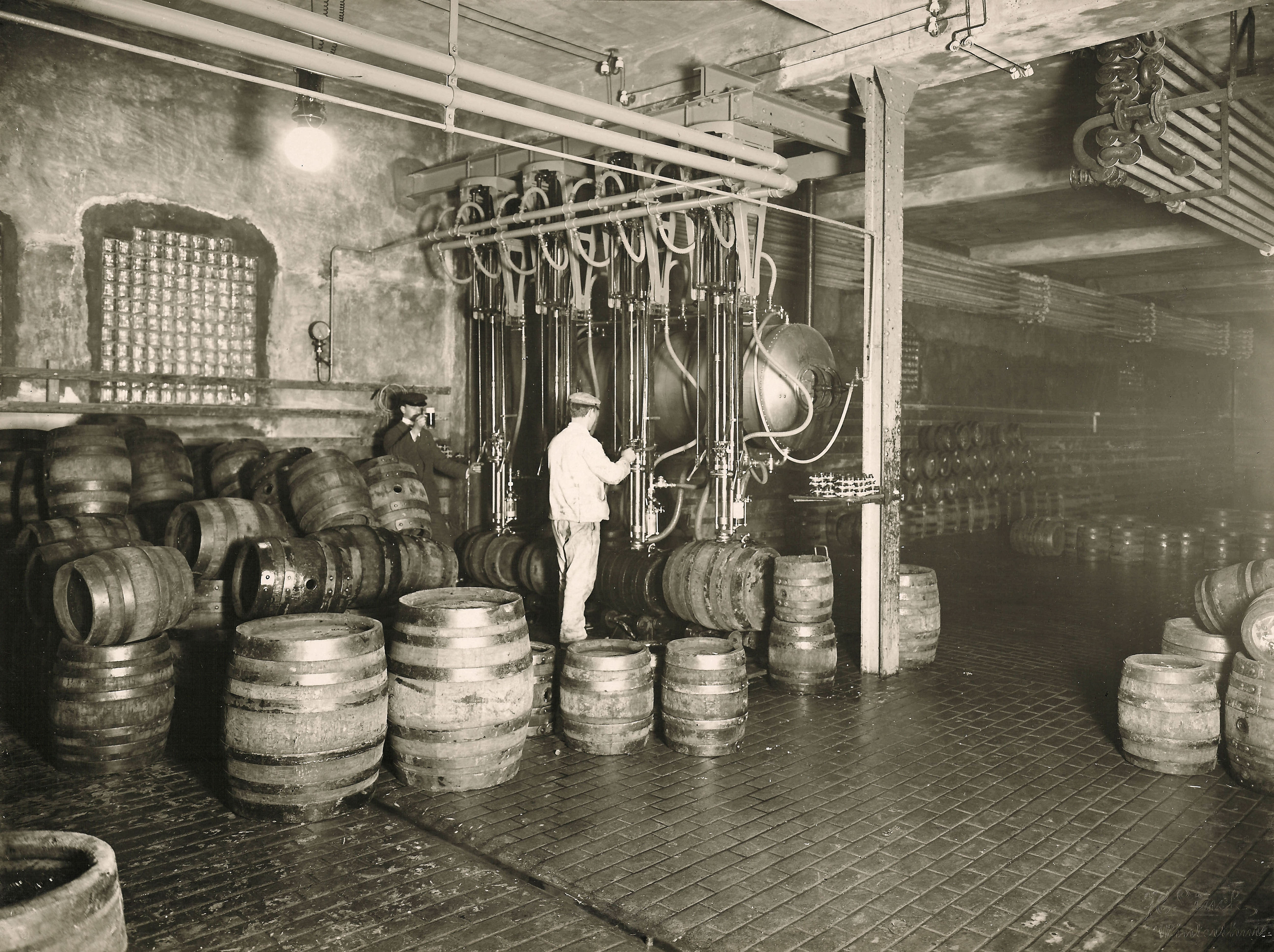
Fassfüllerei 1905
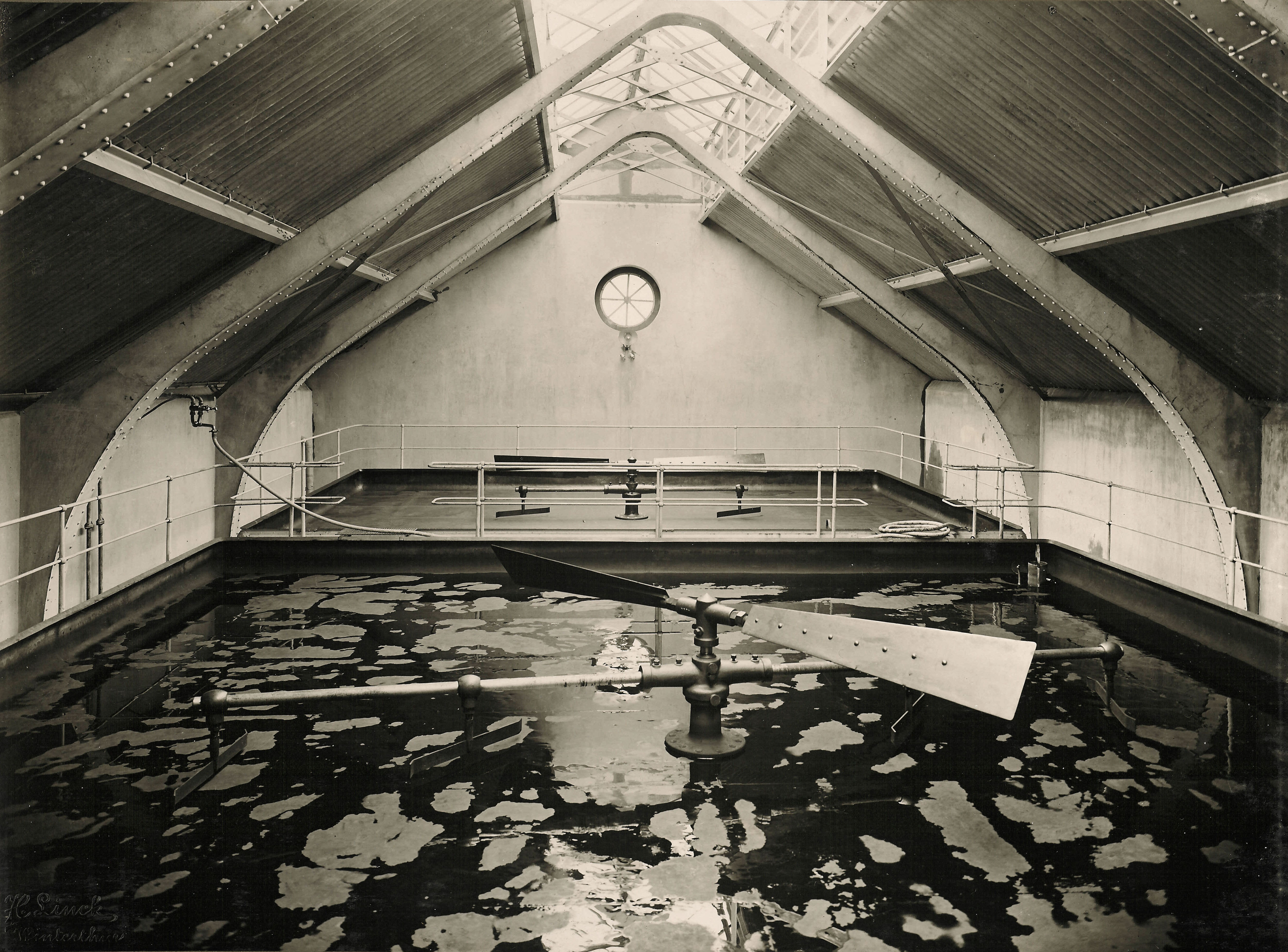
Bier-Kühlschiff 1913
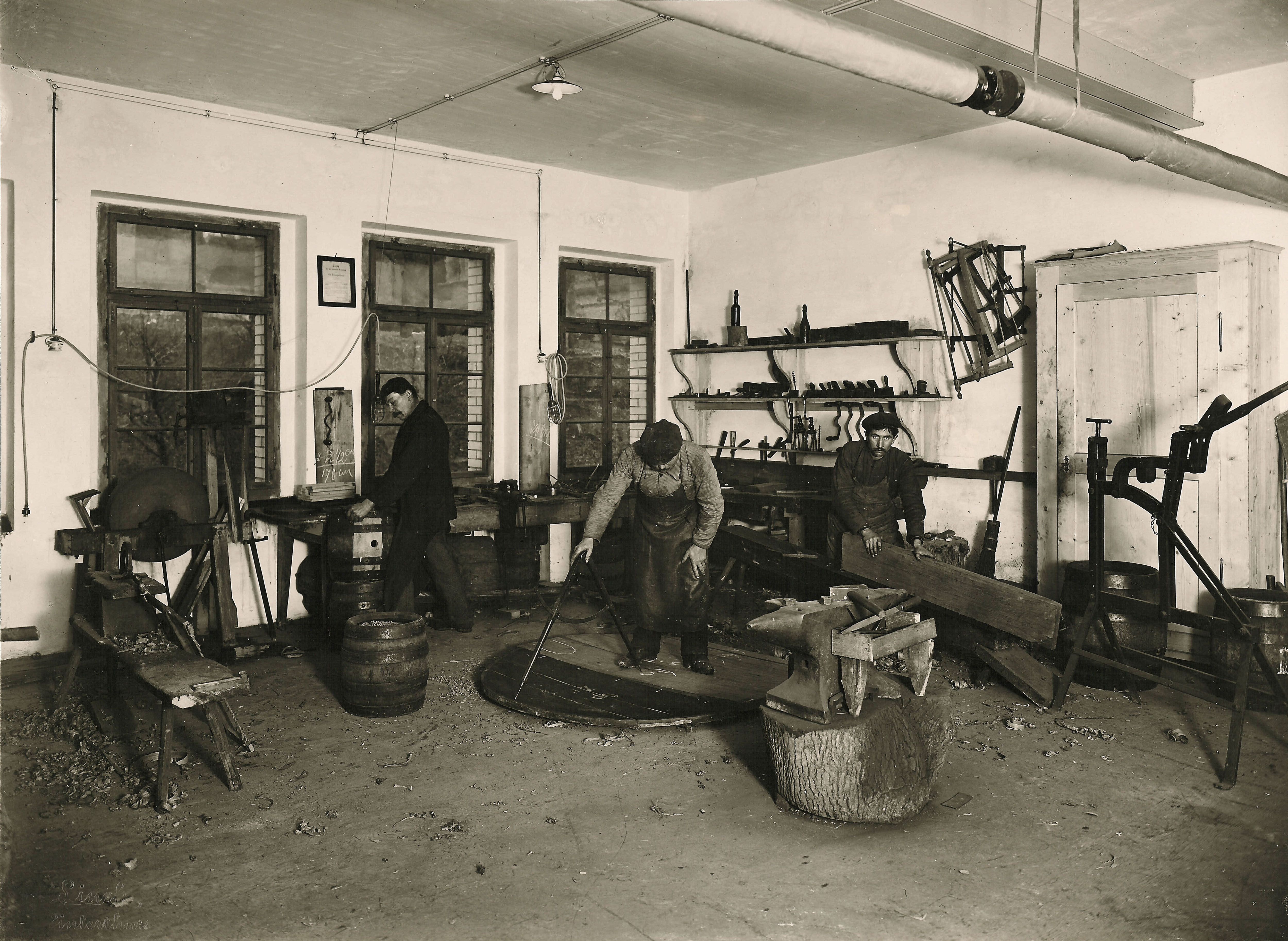
Küferei 1913
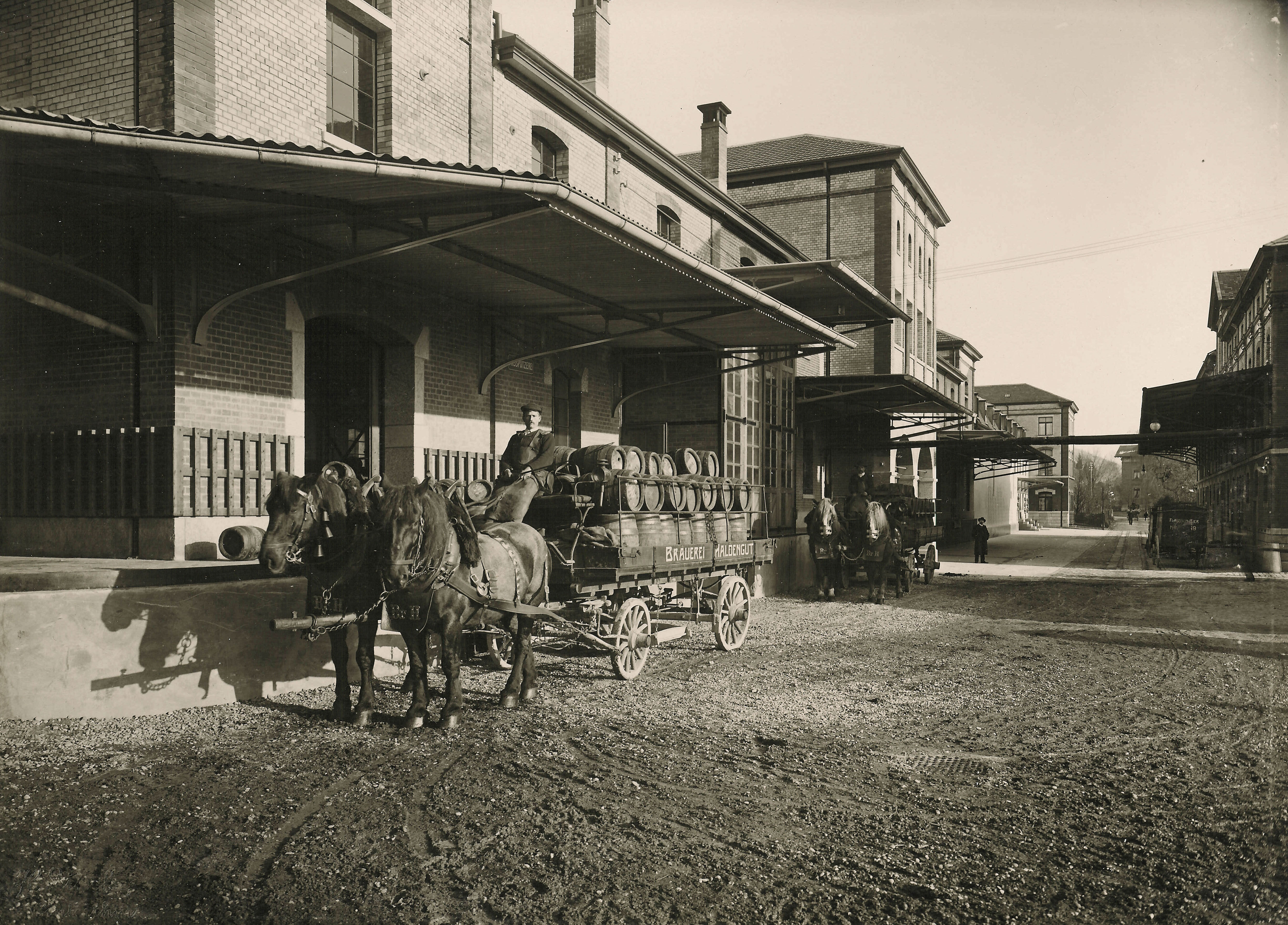
Fassbierwagen 1913
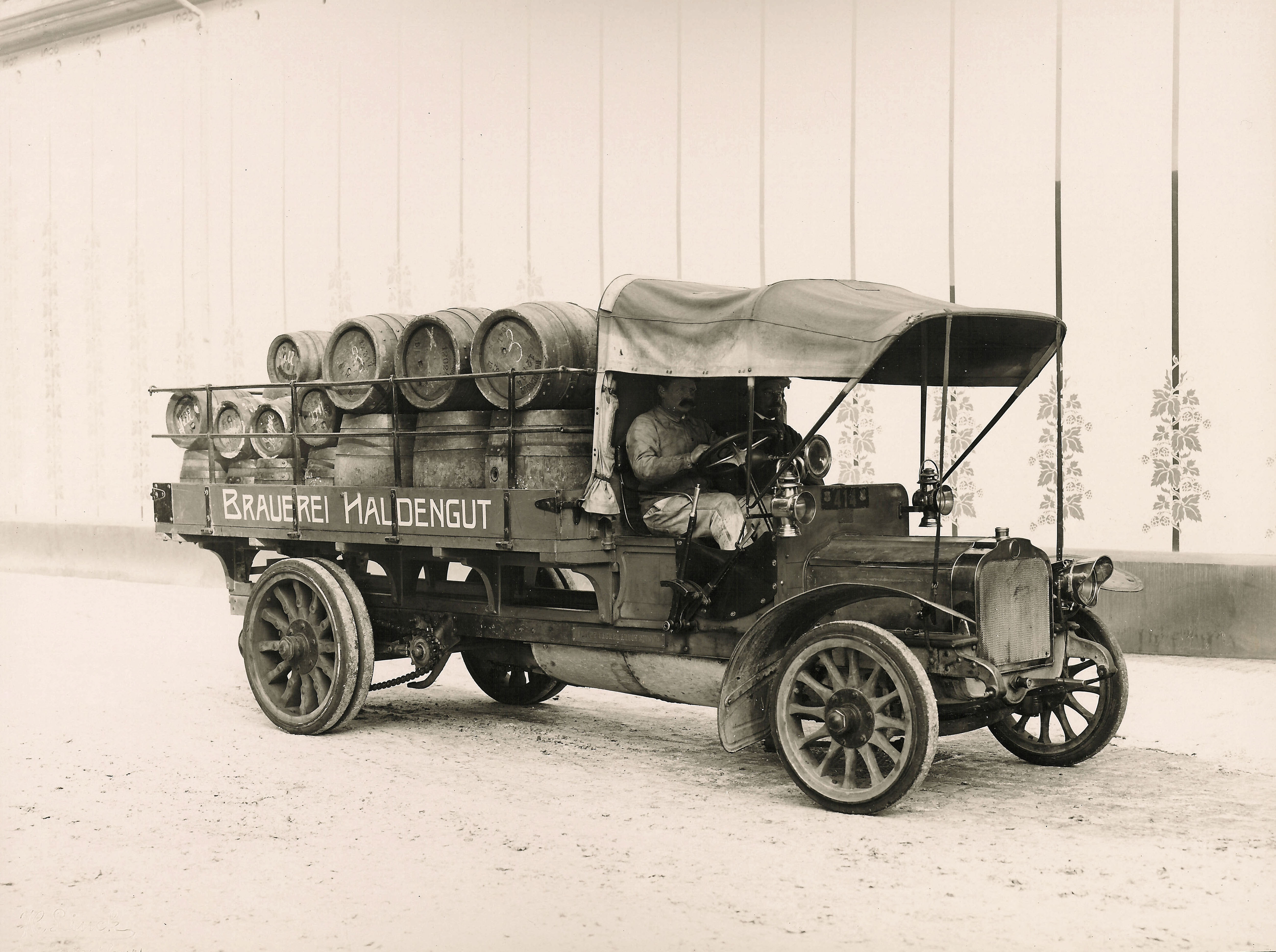
Motorwagen der Brauerei Haldengut 1912
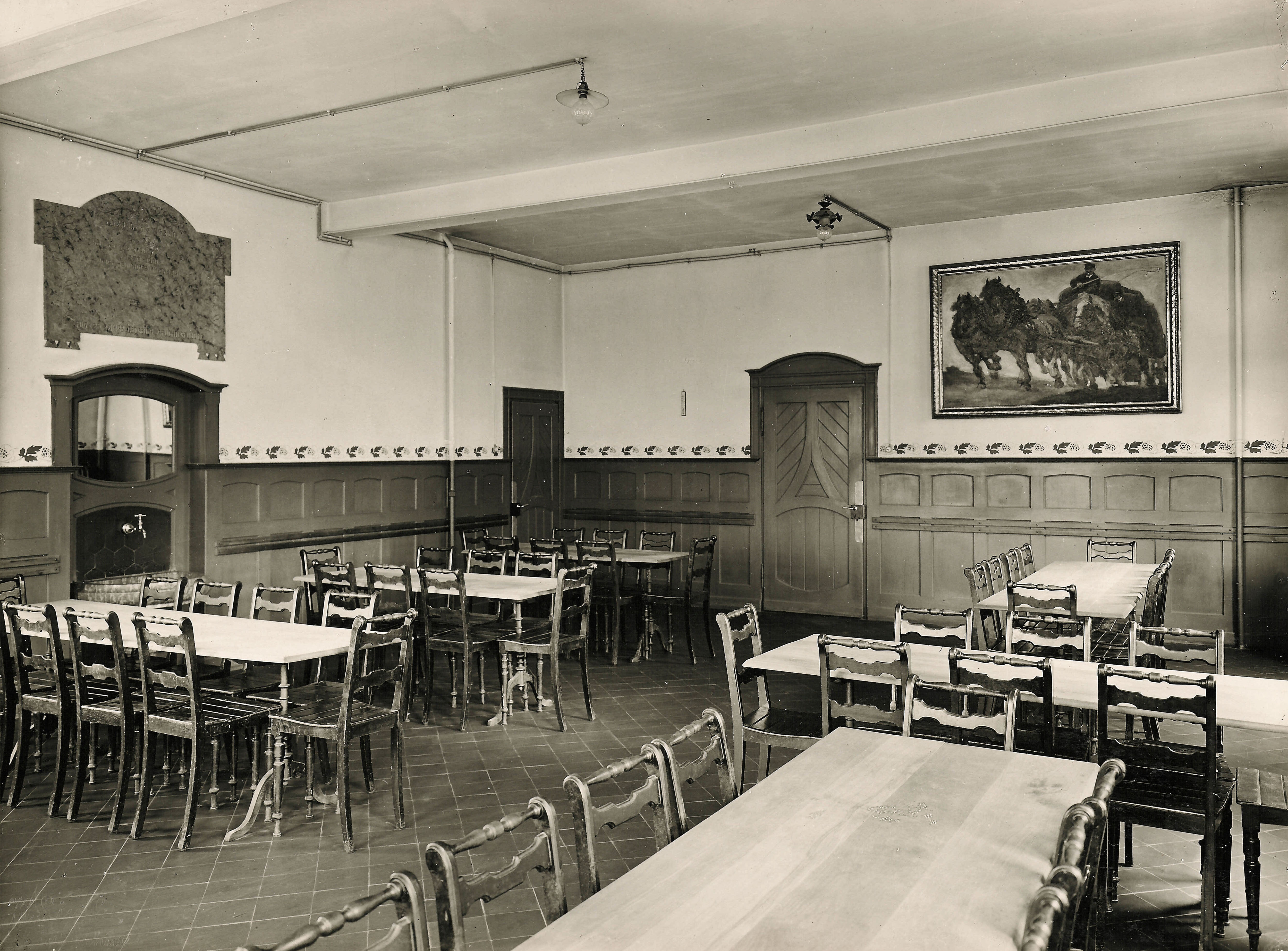
Esslokal der Arbeiter 1913
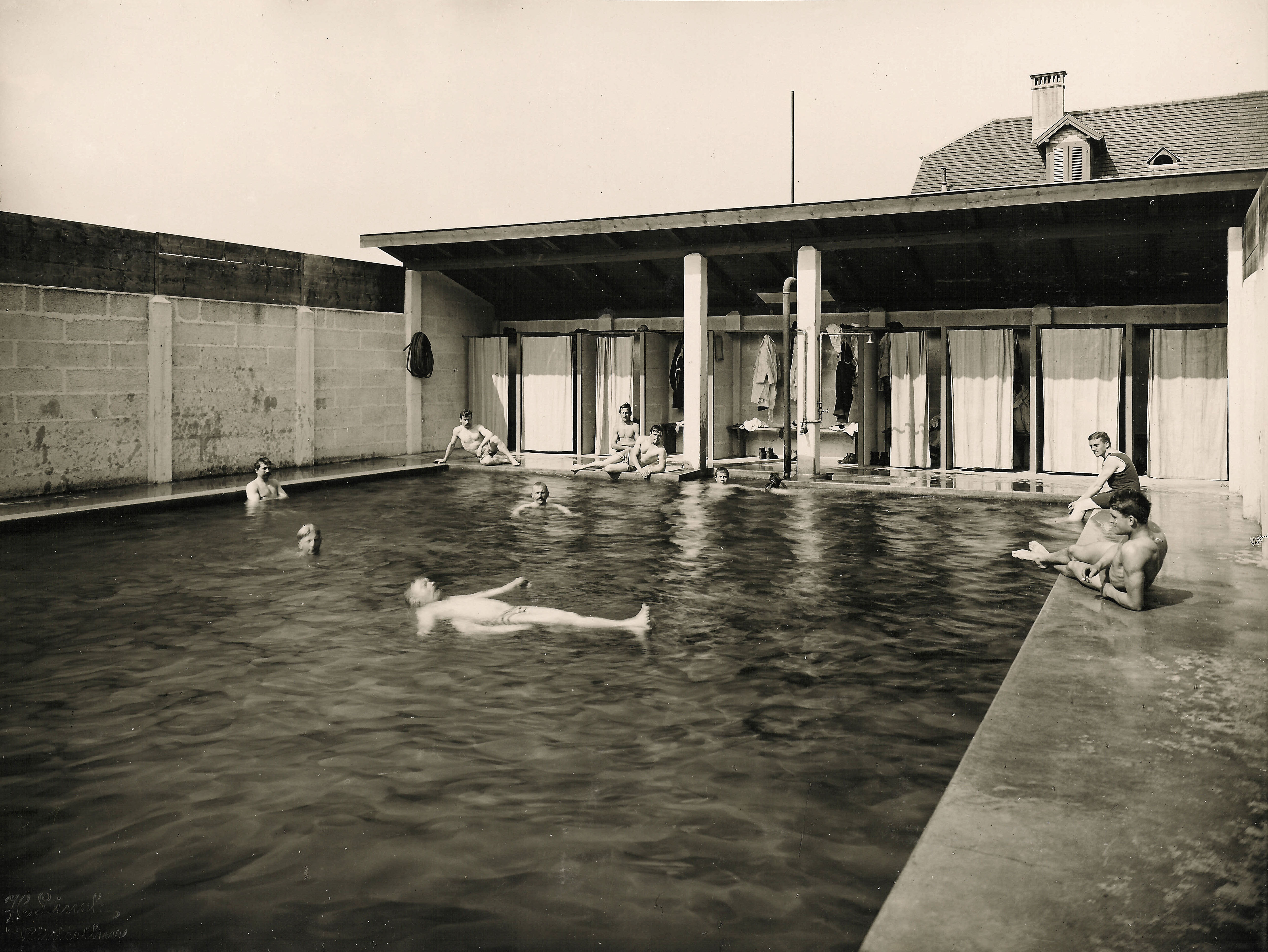
Das Schwimmbad für die Arbeiter wurde mit Abwärme der Brauerei geheizt. Foto 1913
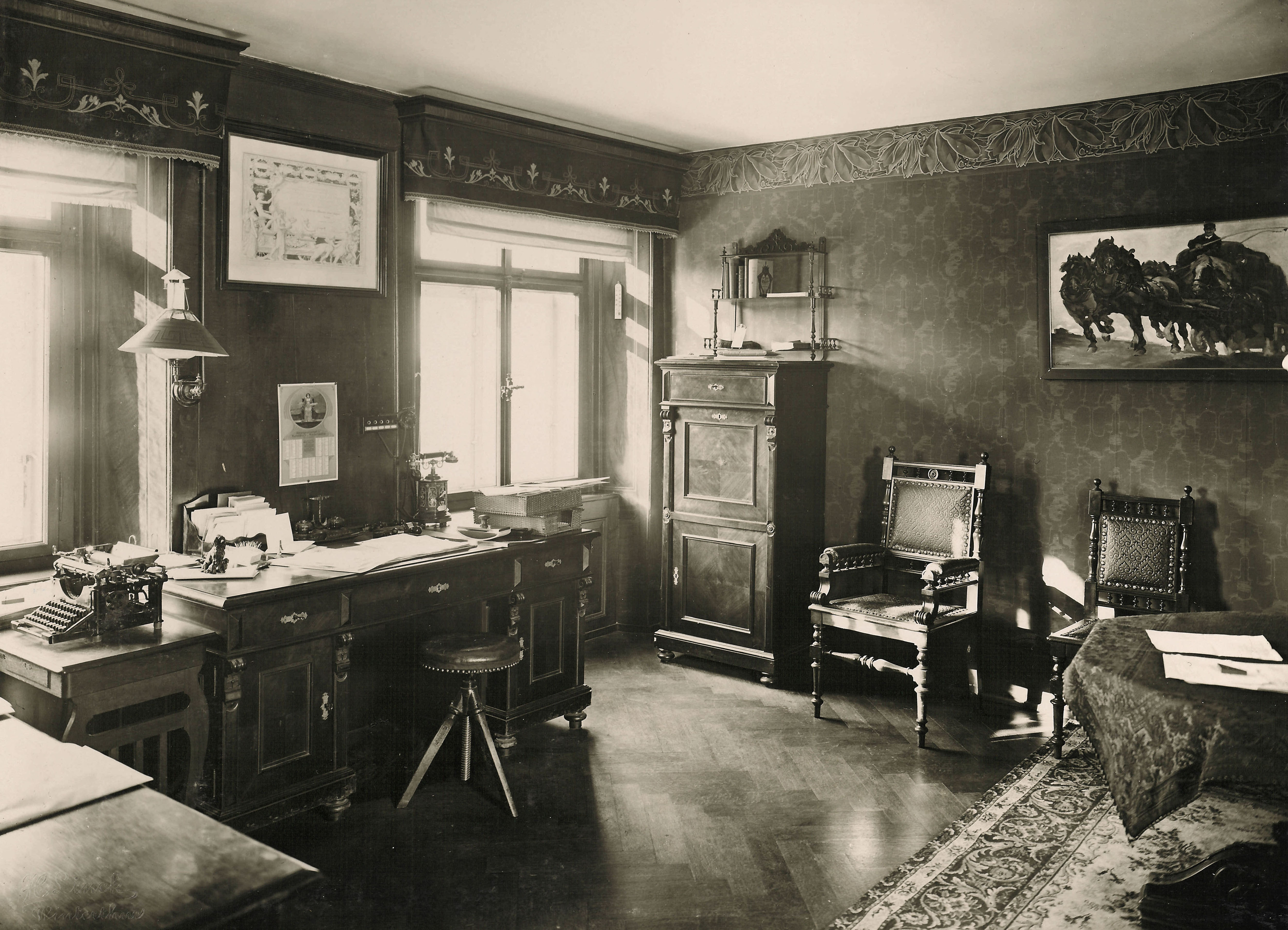
Direktionsbüro 1913
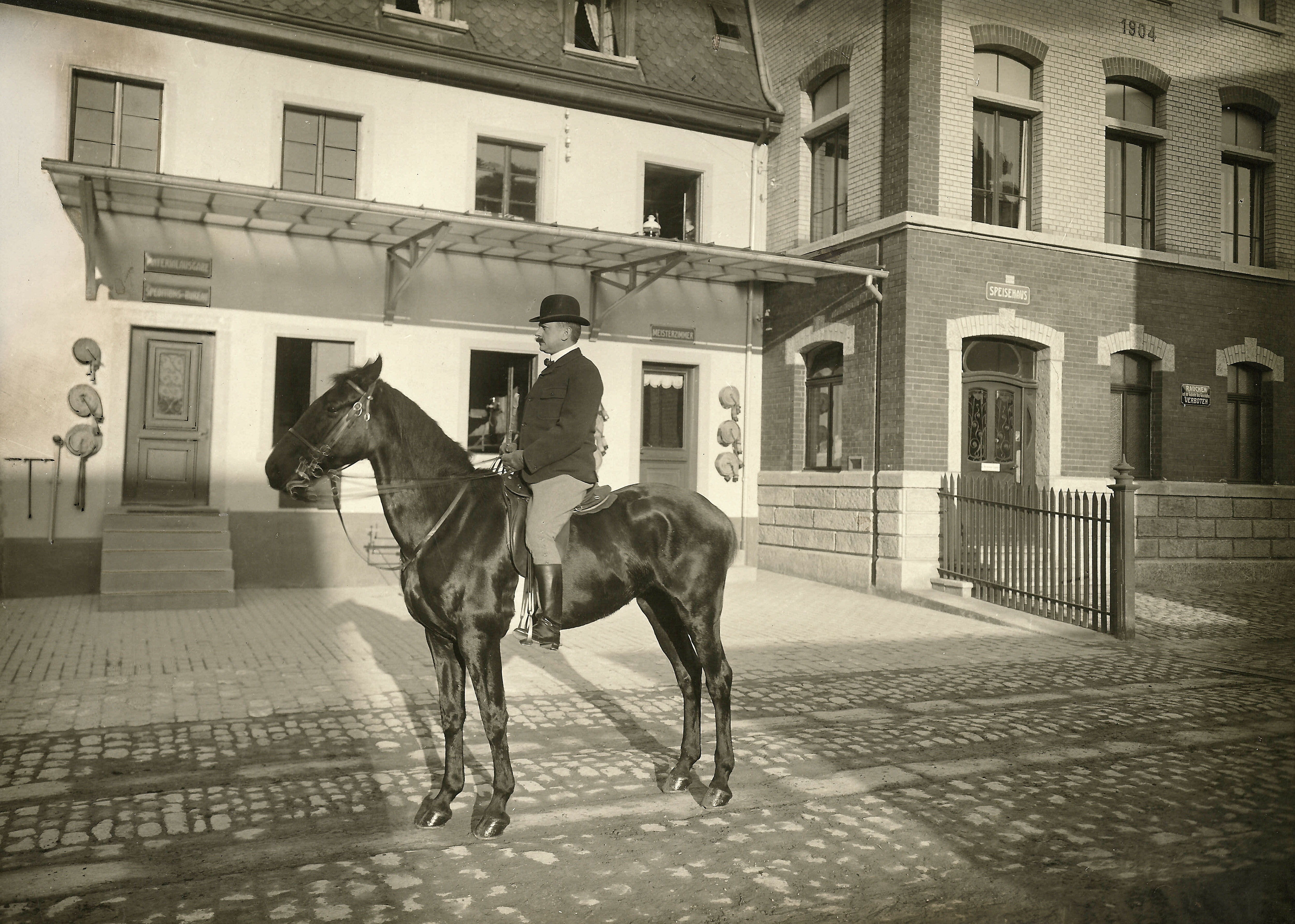
Fritz Schoellhorn 1912